# Chester County (South Carolina)
Chester County ist ein County im Bundesstaat South Carolina der Vereinigten Staaten. Das U.S. Census Bureau hat bei der Volkszählung 2020 eine Einwohnerzahl von 32.294 ermittelt. Der Verwaltungssitz (County Seat) ist Chester.

## Geographie
Das County liegt im Norden von South Carolina, ist etwa 40 km von North Carolina entfernt und hat eine Fläche von 1518 Quadratkilometern, wovon 15 Quadratkilometer Wasserfläche sind. Es grenzt im Uhrzeigersinn an folgende Countys: York County, Lancaster County, Fairfield County und Union County.

## Geschichte
Chester County wurde am 12. März 1785 gebildet und am 1. Januar in einen Gerichtsbezirk umgewandelt. Am 16. April 1868 erhielt es erneut den Status eines eigenständigen Countys. Benannt wurde es nach dem Chester County in Pennsylvania, aus dem viele der schottisch-irischen Siedler stammten.

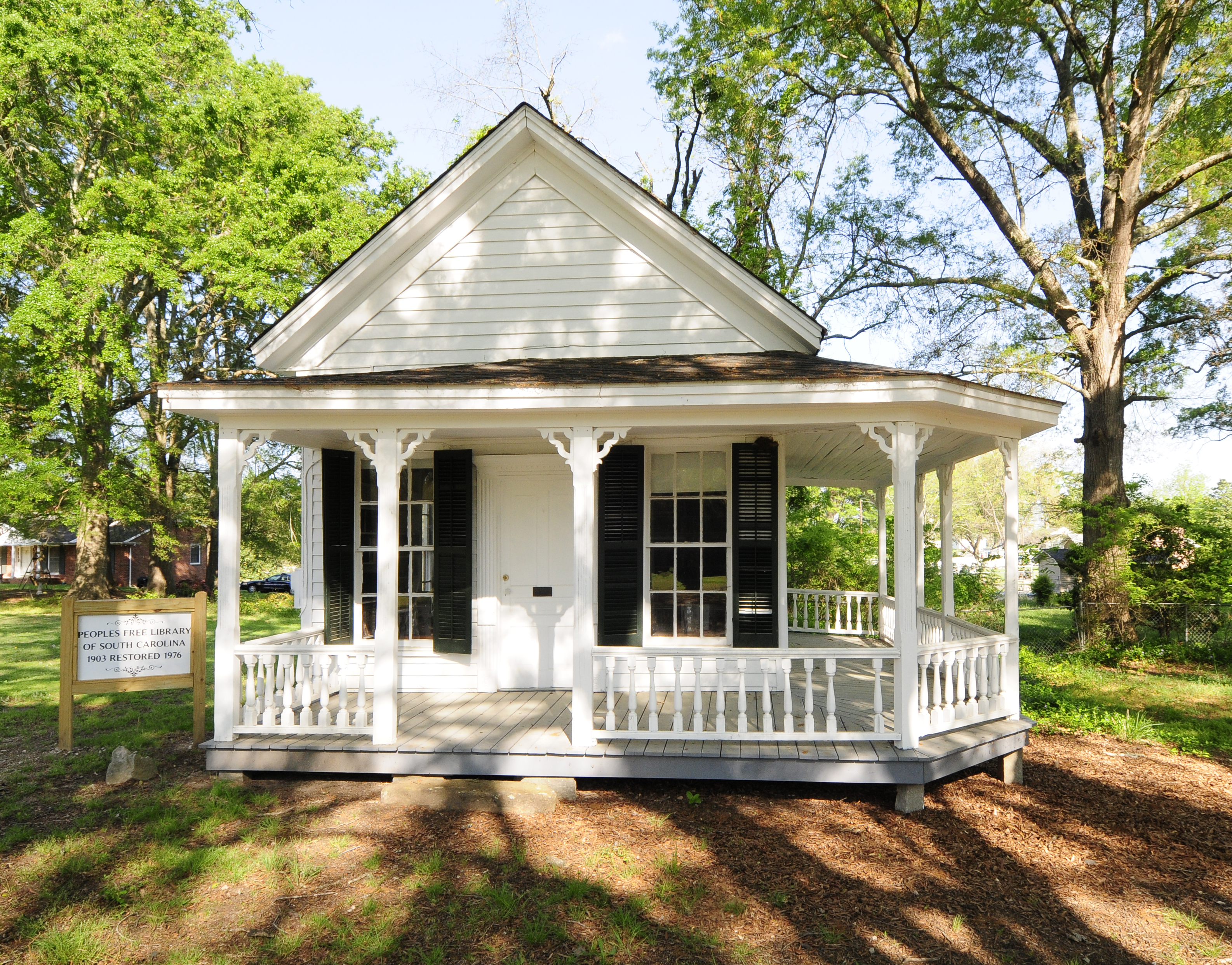
Die People’s Free Library of South Carolina ist einer von 19 Einträgen des Countys im NRHP.

19 Bauwerke und Stätten des Countys sind im National Register of Historic Places (NRHP) eingetragen (Stand 27. Juli 2018).

## Demografische Daten
Nach der Volkszählung im Jahr 2000 lebten im Chester County 34.068 Menschen in 12.880 Haushalten und 9.338 Familien. Die Bevölkerungsdichte betrug 23 Einwohner pro Quadratkilometer. Ethnisch betrachtet setzte sich die Bevölkerung zusammen aus 59,93 Prozent Weißen, 38,65 Prozent Afroamerikanern, 0,33 Prozent amerikanischen Ureinwohnern, 0,28 Prozent Asiaten, 0,01 Prozent Bewohnern aus dem pazifischen Inselraum und 0,25 Prozent aus anderen ethnischen Gruppen; 0,55 Prozent stammten von zwei oder mehr Ethnien ab. 0,75 Prozent der Bevölkerung waren spanischer oder lateinamerikanischer Abstammung.
Von den 12.880 Haushalten hatten 32,9 Prozent Kinder unter 18 Jahre, die bei ihnen lebten. 48,8 Prozent waren verheiratete, zusammenlebende Paare, 18,6 Prozent waren allein erziehende Mütter, 27,5 Prozent waren keine Familien, 24,2 Prozent waren Singlehaushalte und in 9,9 Prozent lebten Menschen mit 65 Jahren oder darüber. Die Durchschnittshaushaltsgröße betrug 2,62 und die durchschnittliche Familiengröße betrug 3,11 Personen.
26,9 Prozent der Bevölkerung war unter 18 Jahre alt. 8,4 Prozent zwischen 18 und 24, 28,2 Prozent zwischen 25 und 44, 23,8 Prozent zwischen 45 und 64 und 12,7 Prozent waren 65 Jahre alt oder älter. Das Durchschnittsalter betrug 36 Jahre. Auf 100 weibliche Personen kamen 92,5 männliche Personen und auf 100 Frauen im Alter von 18 Jahren und darüber kamen 87,6 Männer.
Das jährliche Durchschnittseinkommen eines Haushalts betrug 32.425 USD, das Durchschnittseinkommen einer Familie betrug 38.087 USD. Männer hatten ein Durchschnittseinkommen von 30.329 USD, Frauen 21.570 USD. Das Prokopfeinkommen betrug 14.709 USD. 11,9 Prozent der Familien und 15,3 Prozent der Bevölkerung lebten unterhalb der Armutsgrenze.

## Orte im Chester County
Im Chester County liegen fünf Gemeinden, davon eine City und vier Towns. Zu Statistikzwecken führt das U.S. Census Bureau zwei Census-designated places, die dem County unterstellt sind und keine Selbstverwaltung besitzen. Diese sind wie die Unincorporated Communities gemeindefreies Gebiet.
City
- Chester

Towns
| - Fort Lawn - Great Falls | - Lowrys - Richburg |

Census-designated places (CDP)
- Eureka Mill
- Gayle Mill

andere Unincorporated Communities
| - Blackstock - Edgemoor - Lando | - Leeds - Wilksburg |